# Остри козирки (сериал)
 Тази статия е за телевизионния сериал „Остри козирки“.  За бирмингамската криминална банда, вижте Остри козирки.  
„Остри козирки“ (на английски: Peaky Blinders) е британски телевизионен сериал, развиващ се в Бирмингам в 20-те години на XX век.
През януари 2021 г. е обявено, че шестият сезон ще бъде последен.

## Актьорски състав
- Килиън Мърфи – Томас Шелби
- Хелън Маккрори – Елизабет (Поли) Грей
- Пол Андерсън – Артър Шелби
- Анабел Уолис - Грейс Шелби

## Тема на сериала
Историята на групировката Остри козирки се развива след Първата световна война (1919 година) в Бирмингам, Англия. Историята проследява живота и историята на групата и по-конкретно на нейния водач - Томас Шелби. Групировката, занимаваща се по това време главно с букмейкърство, привлича вниманието на майор Честър Кампбел, член на Кралската ирландска констанция. Изпратен в Бирмингам по заповед на Уинстън Чърчил, той има за задача да „прочисти“ града от привържениците на Ирландската републиканска армия, от комунистите и от групировките. По-късно за Томас и семейството му предстоят изненадващи събития, които преобръщат живота им.